# Лимузин цвета белой ночи
«Лимузин цвета белой ночи» (латыш. Limuzīns Jāņu nakts krāsā) — комедия режиссёра Яниса Стрейча, снятая на Рижской киностудии в 1981 году по сценарию Мары Свире.
Включён в Культурный канон Латвии.

## Сюжет
Мирта Сакните живёт на дальнем хуторе. Её муж давно умер, сыновья погибли на войне. Единственные, кто поддерживают с ней контакты и помогают по хозяйству — колхозный тракторист Язеп Гилуч с семьёй.
Как-то, вместо сдачи, в местном магазине Мирте дали лотерейный билет. Неожиданно он оказался выигрышным, и пожилая дама в одночасье стала обладательницей новеньких «Жигулей», по документам — «цвета белой ночи», что тётушка по-латышски переводит как «цвета Яновой ночи».
Узнав из письма о выигрыше, в гости к старушке приезжает племянник Эрик Тутер с супругой Дагнией и сыном Угисом, прервав туристическую поездку в Карпаты. Мечтая получить по наследству желанный автомобиль (и не допустить, чтобы он достался Гилучу), Эрик помогает тётушке по хозяйству. Вскоре на хутор приезжают другие родственники — бывшая невестка Мирты Олита с новым мужем Виктором (который подслушал о письме) и дочерью Ласмой. Между мужчинами возникает соперничество — кто больше и лучше поможет старушке. Жёны плетут друг другу интриги, а Угис пытается добиться расположения Ласмы и угоняет отцовский мотоцикл с коляской, чтобы поехать с девушкой на Мунамяги.
Эрик, бывший поначалу лидером необъявленной гонки, сходит с позиции, вступив в легкомысленную связь с дочерью главных конкурентов. Узнав об этом, оба семейства со скандалом покидают хутор.
Тётушка Мирта, не желая отдавать машину нечестным людям, решила переписать «лимузин» соседу Язепу. Однако тот за ударный труд как раз получил новый «Москвич», а вторая машина Гилучам не нужна. Старушка остаётся в раздумьях.
...На поминках по тётушке Мирте снова собираются все родственники и соседи. Вероника Гилуча зачитывает завещание покойной: Эрику достаётся дом, Язепу — скотина, Олите — накопления в сберкассе, одежда и бельё, Ласме — прялка. «Лимузин» же достаётся первому возлюбленному Мирты — соседу Фигалу.

## В ролях
- Лилита Берзиня — тётушка Мирта Карловна Сакните
- Олга Дреге — Дагния Тутере
- Улдис Думпис — Эрик Тутер
- Байба Индриксоне — Олита Спреслиня
- Болеслав Ружс[латыш.] — Виктор, водитель автобуса
- Лига Лиепиня — Вероника Гилуча
- Ромуалдс Анцанс — Язеп Гилуч
- Гундарс Аболиньш — Угис Тутер
- Янис Стрейч — Янис
- Эвалдс Валтерс — Альфред Микелевич Фигал (Пигалу Придис)
- Диана Занде[латыш.] — Ласма Спреслиня
- Таливалдис Аболиньш — сосед тётушки
- Вера Сингаевская — эпизод
- Анна Путниня[латыш.] — эпизод

## Съёмочная группа
- Автор сценария: Мара Свире[латыш.]
- Редактор: Эгонс Ливс
- Режиссёр-постановщик: Янис Стрейч
- Оператор-постановщик: Харий Кукелс
- Художник-постановщик: Василий Масс
- Композитор: Раймонд Паулс
- Звукорежиссёр: Глеб Коротеев

## Награды
- 1981 — Победитель кинофестиваля «Большой Кристап» в номинации «Лучший полнометражный игровой фильм».

## Интересные факты
- Съёмки «хутора Сакнитес» проходили на настоящем хуторе Биекас Райскумской волости Цесисского района.[1]
- Актёр Болеслав Ружс на съёмках так и не смог научиться управлять мотоциклом, поэтому в кадре его заменил дублёр — капитан милиции Лаймонис Паже, который также сыграл эпизодическую роль инспектора ГАИ.[2]
- В 2008 году «Лимузин цвета белой ночи» стал первым латвийским кинофильмом, отреставрированным в рамках проекта Национального фонда кино.[3]